# 人民公园双亭
人民公园双亭，位于中国青海省湟源县人民公园内，为青海省市县级文物保护单位，公布日期为2000年10月18日，类型为古建筑。
人民公园双亭的历史年代为清。